# Inver Grove Heights (Minnesota)
Inver Grove Heights es una ciudad ubicada en el condado de Dakota en el estado estadounidense de Minnesota. En el Censo de 2010 tenía una población de 33880 habitantes y una densidad poblacional de 434,19 personas por km².

## Geografía
Inver Grove Heights se encuentra ubicada en las coordenadas 44°49′25″N 93°3′29″O / 44.82361, -93.05806. Según la Oficina del Censo de los Estados Unidos, Inver Grove Heights tiene una superficie total de 78.03 km², de la cual 71.91 km² corresponden a tierra firme y (7.85%) 6.12 km² es agua.

## Demografía
Según el censo de 2010, había 33880 personas residiendo en Inver Grove Heights. La densidad de población era de 434,19 hab./km². De los 33880 habitantes, Inver Grove Heights estaba compuesto por el 85.65% blancos, el 3.75% eran afroamericanos, el 0.44% eran amerindios, el 3.42% eran asiáticos, el 0.06% eran isleños del Pacífico, el 3.54% eran de otras razas y el 3.14% pertenecían a dos o más razas. Del total de la población el 8.93% eran hispanos o latinos de cualquier raza.